# 2007 في كندا
فيما يلي قوائم الأحداث التي وقعت خلال عام 2007 في كندا.

## رياضة
- 1 يناير – كأس العالم تحت 20 سنة لكرة القدم 2007
- 10 يونيو – جائزة كندا الكبرى 2007 الفائز لويس هاملتون.

## أفلام
من الأفلام التي صدرت هذه السنة في كندا:
- 1 يناير – أفعال محظورة من إخراج براين دي بالما.
- 1 يناير – أيام الظلام من إخراج دينيس أركاند.
- 1 يناير – الرسل من إخراج Oxide Pang Chun  [لغات أخرى]‏، Danny Pang Phat [الإنجليزية]‏.
- 1 يناير – الفصل 27 من إخراج جاريت شايفر.
- 1 يناير – بعيدا عنها من إخراج سارة بولي.
- 1 يناير – حظا سعيدا تشاك من إخراج مارك هلفريشت.
- 1 يناير – ريزدنت إيفل: الانقراض من إخراج راسل مولكاهي.
- 1 يناير – كل ما تريده لولا من إخراج نبيل عيوش.
- 11 سبتمبر – الحرير من إخراج فرانسوا جيرارد.
- 25 ديسمبر – ألين ضد المفترس: قداسة من إخراج Greg Strause ‏، Colin Strause ‏، Greg and Colin Strause [الإنجليزية]‏.

## برامج ومسلسلات وأنمي
- ماني الحرفاني
- كارل وكارل

## موسيقى

### ألبومات
من الألبومات التي صدرت هذه السنة في كندا:
- 13 أبريل – أفضل شيء ملعون من غناء آفريل لافين.

## كتب
من الكتب التي صدرت هذه السنة في كندا:
- 1 يناير – عقيدة الصدمة: صعود رأسمالية الكوارث من تأليف ناعومي كلاين.

## وفيات

### يناير
- 6 يناير – إيفون داريل (مواليد 1929)
- 8 يناير – إيفون دي كارلو (مواليد 1922)

### أبريل
- 28 أبريل – لويد كراوس (مواليد 1918) سياسي كندي.

### يونيو
- 24 يونيو – كريس بنوا (مواليد 1967) مصارع محترف كندي.

### سبتمبر
- 6 سبتمبر – بيرسي رودريغيز (مواليد 1918) ممثل كندي.
- 29 سبتمبر – لويس ماكسويل (مواليد 1927) ممثلة كندية.